# ARA Bouchard (P-51)
ARA Bouchard je oceánská hlídková loď argentinského námořnictva. Loď byla postavena jako prototypová jednotka rodiny válečných lodí francouzské loděnice DCNS třídy Gowind. V letech 2012–2019 byla jako L'Adroit (P725) zapůjčena francouzskému námořnictvu k testování. Mezi jeho hlavní úkoly patří především námořní hlídkování, protipirátské operace, ochrana rybolovu, monitoring životního prostředí či mise SAR.
Argentina plavidlo zakoupila roku 2018, přičemž zároveň byly objednány ještě tři sesterské lodě L'Adroitu modelu OPV90 se zesíleným trupem (dodání v letech 2020–2022). Jejich stavba začala v lednu 2019. Cena za čtyři plavidla je 319 milionů euro. Nějaký čas zabralo provedení úprav. Do služby byla hlídková loď ARA Bouchard přijata 6. prosince 2019. L'Adroit a jeho sesterské lodě jsou první válečné lodě zakoupené pro argentinské námořnictvo po více než 30 letech.

## Stavba
Projekt i stavbu hlídkové lodě L'Adroit zajistila loděnice DCNS na vlastní náklady (projekt Gowind později převazala společnost Kership). Plavidlo bylo postaveno v letech 2010–2011 loděnicí DCNS v Lorientu. Hotové plavidlo bylo v říjnu 2011 zapůjčeno francouzskému námořnictvu na tříleté testování, které mělo skončit roku 2014. Francouzské námořnictvo zařadilo L'Adroit do služby dne 19. března 2012.

## Konstrukce

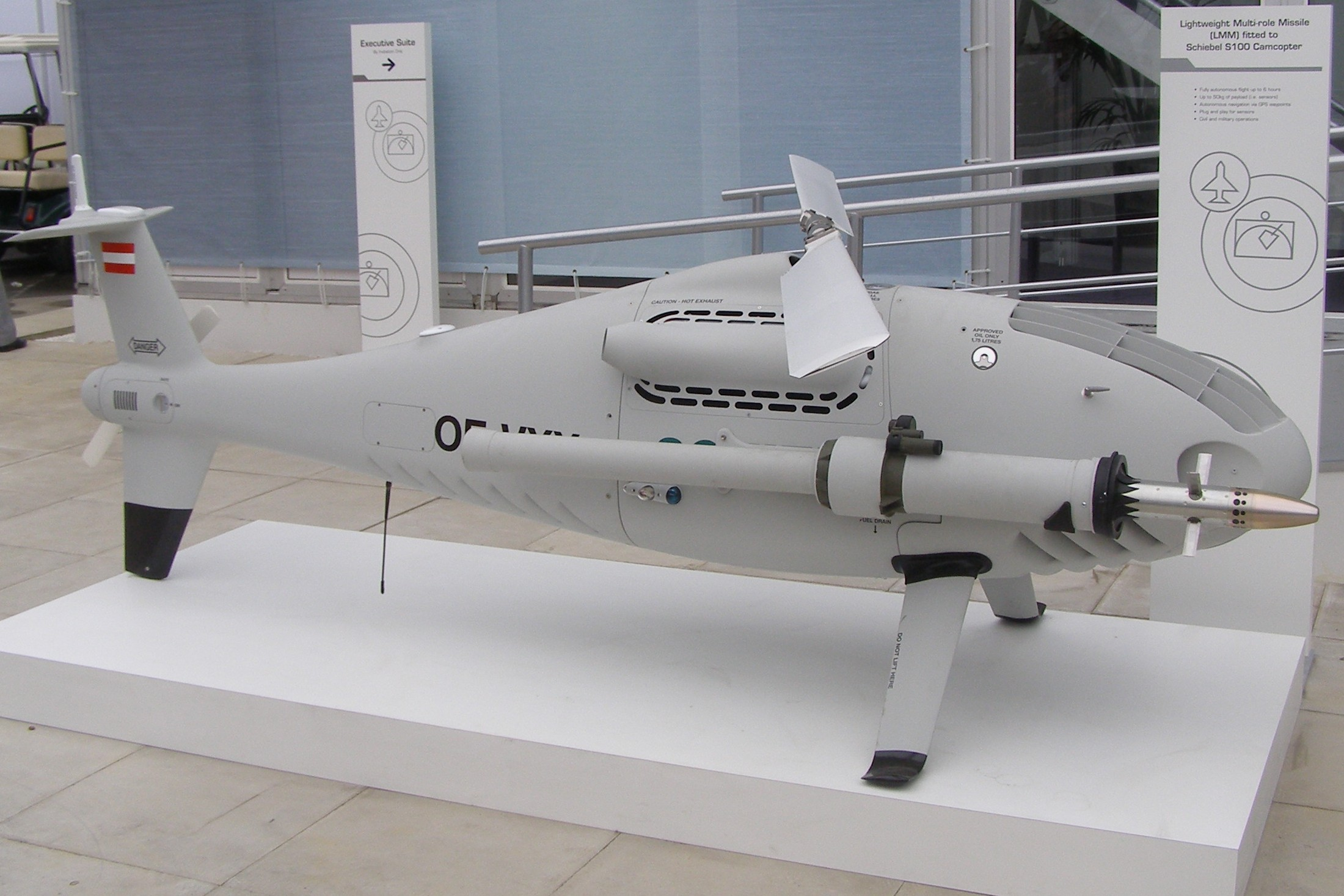
Bezpilotní vrtulník Schiebel Camcopter S-100 se střelou Thales LMM

L'Adroit má ocelový trup. Vysoká nástavba má pyramidový tvar, což zlepšuje výhled posádky. Tu tvoří 30 osob, které může doplnit dalších 30 (například vojenský výsadek). Na zádi se nachází přistávací plocha pro vrtulník do hmotnosti 10 tun a hangár pro jeden vrtulník do hmotnosti 5 tun. Ze zádi lze spouštět dvojici devítimetrových rychlých člunů typu RHIB. Plavidlo je vybaveno bezpilotním prostředkem Schiebel Camcopter S-100. Obrannou výzbroj tvoří jeden 20mm kanón a dva 12,7mm kulomety. V případě potřeby může být plavidlo vyzbrojeno například protilodními střelami MM.40 Exocet či neletálními zbraněmi, jako jsou vodní děla. Plavidlo má bojový informační systém DCNS Polaris, vyhledávací radar Terma Scanter 2001 a elektro-optický senzorový systém Sagem EOMS NG.
Pohonný systém je koncepce CODAD. Tvoří ho dva diesely Anglo Belgian Corporation V12. Vytrvalost je tři týdny. Nejvyšší rychlost činí 21 uzlů. Dosah činí 8000 námořních mil při rychlosti 21 uzlů.

## Operační služba
V období od března do července 2015 byla loď nasazena v různých oblastech Afriky. Během nasazení se mimo jiné zapojila do protipirátské operace Atalanta, po dva týdny pomáhala fregatě Aconit při evakuaci francouzských občanů z jemenského přístavu Aden, popř. monitorovala rybolovné oblasti Mosambického průlivu.